# Кучук-Кудеяр
Кучу́к-Кудея́р (укр. Кучук-Кудеяр, крымскотат. Küçük Qudiyar, Кучюк Къудияр)  — исчезнувшее село в Красногвардейском районе Республики Крым, располагавшееся на северо-западе района, на границе с Первомайским районом, в степной части Крыма, примерно в 7 км западнее села Карповка.

## История
Первое документальное упоминание села встречается в Камеральном Описании Крыма… 1784 года, судя по которому, в последний период Крымского ханства Кучук Кудуяр входил в Караул кадылык Перекопского каймаканства. После присоединения Крыма к России (8) 19 апреля 1783 года, (8) 19 февраля 1784 года, именным указом Екатерины II сенату, на территории бывшего Крымского Ханства была образована Таврическая область и деревня была приписана к Перекопскому уезду. После Павловских реформ, с 1796 по 1802 год, входила в Акмечетский уезд Новороссийской губернии. По новому административному делению, после создания 8 (20) октября 1802 года Таврической губернии, Кучук-Кудьяр был включён в состав Кучук-Кабачской волости Перекопского уезда.
По Ведомости о всех селениях в Перекопском уезде состоящих с показанием в которой волости сколько числом дворов и душ… от 21 октября 1805 года в деревне Кучук-Кудеяр числилось 17 дворов и 140 жителей крымских татар. На военно-топографической карте генерал-майора Мухина 1817 года деревня обозначена как Кучук-Конрат с 18 дворами. После реформы волостного деления 1829 года деревню, согласно «Ведомости о казённых волостях Таврической губернии 1829 года» отнесли к Агъярской волости (переименованной из Кучук-Кабачской). Видимо, вследствие эмиграции крымских татар в Турцию, деревня заметно опустела и на карте 1836 года в деревне 4 двора, а на карте 1842 года уже обозначена условным знаком «малая деревня», то есть, менее 5 дворов и в дальнейшем в доступных источниках Кучук-Кудеяр не встречается.